# ХК Векше лејкерси
ХК Векше лејкерси (швед. Växjö Lakers Hockey) професионални је шведски клуб хокеја на леду из града Векшеа. Тренутно се такмичи у елитној хокејашкој СХЛ лиги Шведске. Клуб је основан 1997. године, а највећи успех остварили су у сезони 2010/11. када су се квалификовали у елитну лигу Шведске. 
Домаће утакмице игра у Вида арени капацитета 5.700 седећих места за хокејашке утакмице.

## Историјат
Клуб је основан 1997. као наследник ХК Векше, професионалног шведског хокејашког клуба који је раније те године због великих дуговања банкротирао. Од лета 2011. своје утакмице играју у Вида арени капацитета 5.700 места. 
Тим је сезону 1997/98. започео у најнижем рангу шведског хокеја, а 5 сезона касније успео је да се пласира у другу лигу Шведске. Током 8 сезона проведених у другој лиги, тим је у три наврата играо квалификације за елитну СХЛ лигу, а након два почетна неуспеха у квалификацијама 2011. освајају прво место и пласман у највиши ранг такмичења. 
Највећи клупски успех остварен је у сезони 2013/14. када су изгубили у полуфиналу плеј-офа СХЛ-а од екипе Фарјестада.

## Успеси
- Победник друге лиге: 1 титула (2010/11)

## Повучени бројеви
- 14 Стефан Нилсон